# Pertusaria allomicrostoma
Pertusaria allomicrostoma är en lavart som beskrevs av Jariangpr. Pertusaria allomicrostoma ingår i släktet Pertusaria och familjen Pertusariaceae.   Inga underarter finns listade i Catalogue of Life.